# Adaptive Transform Acoustic Coding
Adaptive Transform Acoustic Coding (ATRAC) est une technique de compression audio avec pertes développée par Sony en 1992 et utilisée notamment dans les appareils MiniDisc. Seul le ATRAC Advanced Lossless propose une compression sans pertes. Le format ATRAC est utilisé dans de nombreux baladeurs audio de marque Sony, ainsi que sur les jeux de sa console portable la PlayStation Portable. La Playstation 3 propose également d'encoder des CD audio en ATRAC et de lire ces fichiers. Ce format a subi plusieurs évolutions : ATRAC3, ATRAC3plus (familièrement écrit ATRAC3+) et ATRAC Advanced Lossless se sont succédé respectivement en 1999, 2002 et 2006. 
Les extensions de ce fichier sont .aa3, .at3. et .at9, mais dans la plupart des cas, ils étaient stockés dans un conteneur audio OpenMG, qui utilise les extensions .omg et .oma.
Les autres fabricants de MiniDisc, Sharp et Panasonic, ont également développé leur propre version du codec ATRAC. 
Le 30 août 2007, Sony annonce la fin du support du format ATRAC, avec la commercialisation de nouveaux lecteurs audio compatibles MP3, AAC et WMA et la fermeture de son site de musique en ligne Sony Connect Music Services (en), qui distribuait de la musique dans ce format.

## Extensions

### ATRAC & ATRAC Advanced Lossless
Le suffixe des fichiers audio ATRAC et ATRAC Advanced Lossless est .atrac.

### ATRAC3
Le suffixe des fichiers audio ATRAC3 est .aa3.

### ATRAC3plus
Le suffixe des fichiers audio ATRAC3plus (ATRAC3+) est .at3.

## Versions

### ATRAC
Il s'agit de la première version de la technique ATRAC sortie en 1992 pour équiper les lecteurs et enregistreurs de MiniDisc.

### ATRAC3
ATRAC3 est la première évolution d'ATRAC et est connue sur les enregistreurs MiniDisc en tant que mode LP2 et LP4 (Long Play).

### ATRAC3plus
ATRAC3Plus équipe les appareils Hi-MD ainsi que d'autres appareils portables tels que la PlayStation Portable.

### ATRAC Advanced Lossless
Cette version permet de compresser des données audio sans aucune perte pour obtenir, selon leur nature, une réduction de taille entre 20 % et 70 %.
Les fichiers créés avec ATRAC Advanced Lossless contiennent les données qu'auraient généré ATRAC3 et ATRAC3plus, ce qui permet leur extraction pour une lecture sur un appareil compatible uniquement avec ATRAC3 ou ATRAC3plus.

## Informations complémentaires
L'Atrac3 est un format propriétaire de Sony. Celui-ci a été créé dans le but de multiplier par deux (LP2) ou par quatre (LP4) la capacité d'un MD, permettant ainsi de stocker environ 160 minutes à 132 kb/s de musique en LP2 et jusqu'à 320 minutes à 66 kb/s en LP4.
Il est possible de lire, encoder et convertir librement en ATRAC, ATRAC3 et ATRAC Advanced Lossless, Sony distribuant librement le codec.
En revanche le format protégé ATRAC3plus ne peut être reconverti ou lu sur ordinateur. Les appareils de lecture nécessitant de posséder un émulateur interne devant être dans le système pour que le décryptage fonctionne et donc la lecture.